# Johann Jacob Grasser

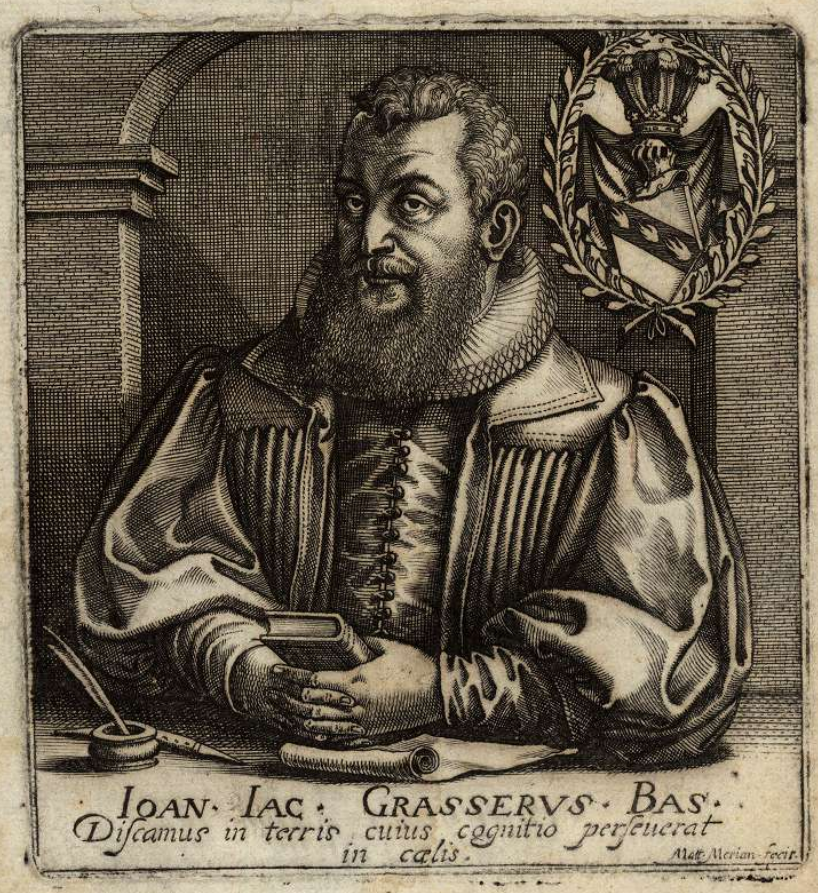
Johann Jacob Grasser

Johann Jacob Grasser der Ältere (* 24. Februar 1579 in Basel; † 20. März 1627 ebenda) war ein reformierter Schweizer Theologe und Universalgelehrter. 
Grasser hielt sich nach seinem Theologiestudium von 1603 bis 1608 in Frankreich und Italien auf, beschrieb die Altertümer von Nîmes und wurde in Padua zum Hofpfalzgrafen ernannt. Nach seiner Rückkehr in die Schweiz war er als Pfarrer tätig und veröffentlichte Beschreibungen seiner Reisen sowie historische und theologische Werke, so eine Waldenser Chronik und das Schweizerische Heldenbuch.

## Leben
Johann Jacob Grasser war ein Sohn des in Basel wirkenden Pfarrers Jonas Grasser. Er erhielt eine sorgfältige häusliche Erziehung. Er studierte Theologie und bezog die Dichtkunst, Naturwissenschaft und Geographie ebenfalls in seinen Interessensbereich ein. 1601 erlangte er in seiner Vaterstadt den Titel eines Magister artium und bekam auch die Dichterkrone verliehen. 1603 begab er sich fünf Jahre lang auf Reisen durch Europa. Zu seiner weiteren Ausbildung lebte er hierbei vor allem  in Frankreich und besuchte hier außer mehreren anderen Städten auch Nîmes, wo er drei Jahre lebte und zum Professor ernannt wurde. Er benutzte die Muße, die ihm seine beruflichen Geschäfte ließen, zur Untersuchung und Beschreibung der Altertümer dieser Stadt aus der römischen Zeit. Seine darüber verfasste Abhandlung (De antiquitatibus Nemausensibus dissertatio, Paris 1607) wurde beifällig aufgenommen und wiederholt neu aufgelegt, auch als Anhang zu des Verfassers lateinischen Gedichten sowie in Albert-Henri de Sallengres Novus thesaurus antiquitatum romanaram (Band 1, Haag 1716, S. 1059 ff.) nachgedruckt. Der Wert des Werkes beruhte u. a. in den darin mitgeteilten Inschriften.
In der Folge verließ Grasser Nîmes, um auch in anderen europäischen Ländern seine Kenntnisse zu erweitern. Nachdem er sich noch in Montpellier und Marseille aufgehalten hatte, um die Geschichte und Altertümer dieser Städte zu erforschen, begab er sich nach Italien. Dort besuchte er wissenschaftliche Anstalten und hielt sich zuletzt in Padua auf. Hier erhielt er viele Ehrungen und wurde vom kaiserlichen Geschäftsträger Ferrando Amadi, kraft eines dessen Familie von Kaiser Karl IV. übertragenes Vorrechts, im Dezember 1607 zum Hofpfalzgrafen, Konstantinsritter und römischen Bürger ernannt. Von Padua aus machte er eine zweite Reise durch Frankreich sowie einen Ausflug nach England und kehrte von hier in die Schweiz zurück, wo er ab 1610 zwei Jahre lang das Amt des Pfarrers in Bennwil und Hölstein versah. 1610 ging er eine Ehe mit Margreth Weitnauer ein, deren Vater Schultheiß von Kleinbasel war.
1612 wurde Grasser Hilfspfarrer der Kirche St. Theodor in Kleinbasel und übte dieses Amt bis zu seinem Lebensende aus. Er gab mehrere Werke neu heraus und verfasste Beschreibungen seiner Reisen, theologische und geschichtliche Werke sowie Bemerkungen über den Kometen von 1618. Er hatte einigen Ruhm erlangt und der Schwedenkönig Gustav Adolf hatte eine so hohe Achtung vor seinem Wissen, dass er ihn durch einen Gesandten bat, eine historische Abhandlung über die Ereignisse und Taten seiner Regierungszeit zu schreiben. Für diese Aufgabe wollte der König Grasser auch die nötigen Akten zur Verfügung stellen. Grasser fühlte sich nun aber ständig unwohl, litt an Podagra und konnte keine größeren anstrengenden Arbeiten mehr übernehmen, so dass er den ehrenvollen Antrag ablehnen musste. Er starb 1627 im Alter von 47 Jahren in Bern. Sein 1610 geborener, gleichnamiger Sohn,  Johann Jacob Grasser der Jüngere, widmete sich ebenfalls der Theologie. Er war zuletzt Pfarrer in Bielstein in Westfalen.

## Werk
Nach der Rückkehr in die Schweiz (1608) begann Grasser die auf seinen Wanderungen gesammelten Materialien zu bearbeiten und trat 1614 mit der eigentlichen Beschreibung seiner Reise (Itinerarium historico-politicum …) hervor, nachdem er schon zuvor eine auf seine Schweizer Leser berechnete Neue und vollkommene italienische, französische und englische Schatzkammer (Basel 1609 und 1610) herausgegeben hatte. Letzteres Werk hatte er dem Rat von Basel gewidmet und dafür ein Geschenk von 50 Gulden erhalten. Zur Ergänzung dieser auf eigene Ansicht und Forschung gegründeten historischen Mitteilungen besorgte er 1613 eine Ausgabe der Enzyklopädie (Officina vel potius naturae historia seu theatrum historico-politicum) des französischen Humanisten Jean Tixier de Ravisi mit Zusätzen, ferner einen Nachdruck der Abhandlungen Michaels von Litauen und Jan Łasickis über nordöstliche Volksstämme (De moribus Tartarorum, Lithuanorum et Moschovitorum fragmenta X …, Basel 1615) und eine lateinische Bearbeitung der vom Pastor Christian Solinus in niedersächsischer Sprache verfassten Chronik vom Anfang der Welt bis zum Jahr 1614 (Thesaurus rerum in toto orbe memorabilium emendatum et historiis illustratum, Basel 1616).

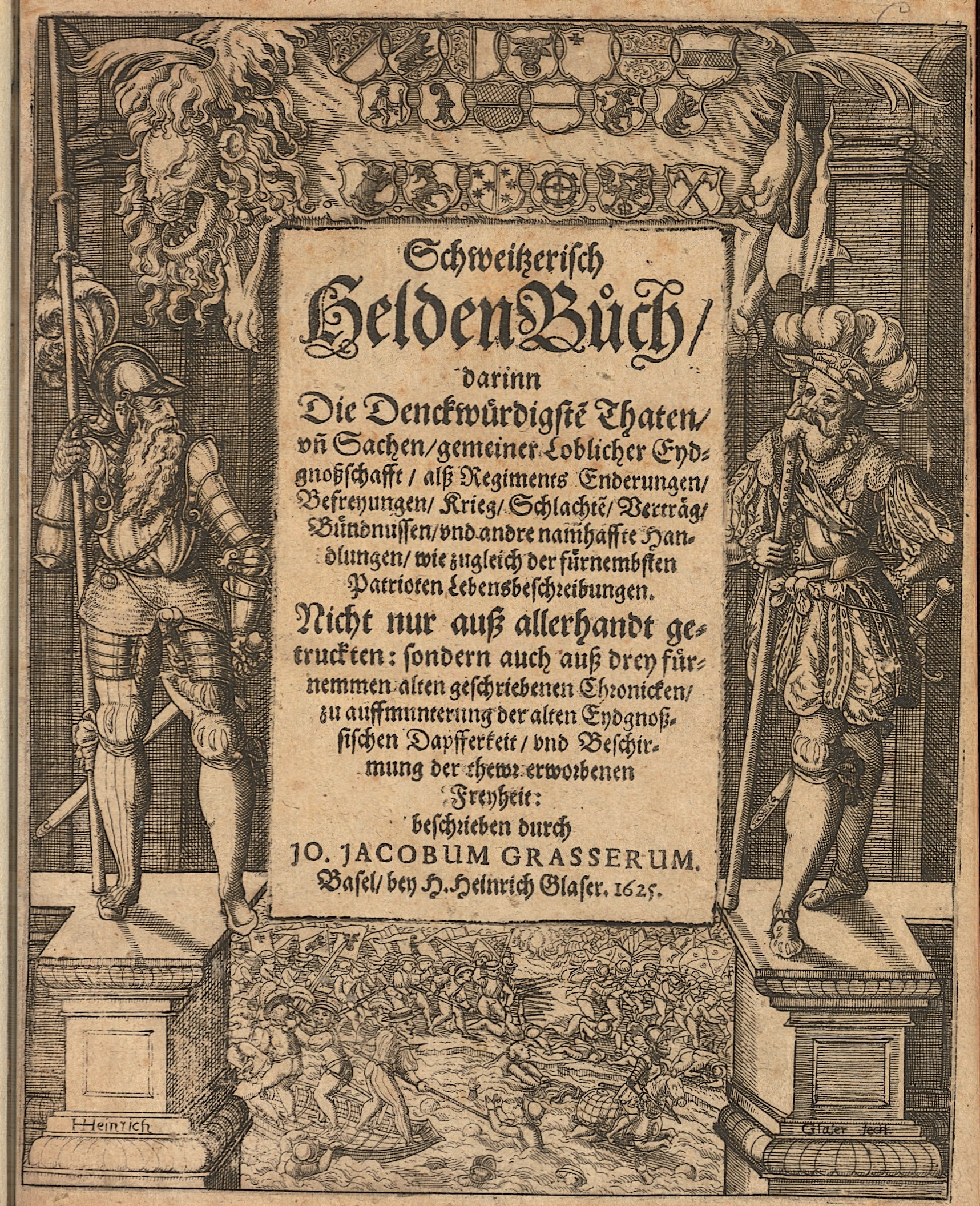
Johann Jacob Grasser: Schweitzerisch Heldenbuch

Neben diesen Versuchen Grassers über allgemeine bzw. ausländische Geschichte verfasste er auch historische Arbeiten über die Zustände in der Schweiz. Hierher gehören das Horologium Helveticum, das Schweizerische Heldenbuch (Basel 1624), das selten gewordene Ειδυλλιον Helvetiae laudem complectens … (Basel 1598) und die Biographie des Basler Theologen Johannes Brandmüller (Vita Joh. Brandmulleri, 1596).
Diese historischen Schriften sind, obgleich manchen Sagen zu viel Glauben geschenkt wird, für den Forscher bisweilen wertvoll, da darin auch interessante Mitteilungen über einzelne geschichtliche Ereignisse niedergelegt sind. So findet sich in der Schatzkammer eine ausführliche Beschreibung der Schlacht von Nyon im Jahr 1535 sowie mehrerer Turniere. Das Schweizerische Heldenbuch ist zwar geschichtlich bedeutungslos, aber in seiner heftigen Zeitkritik vorausweisend.
Grasser beschrieb auch den 1618 erschienenen Kometen (Traktat vom Kometen, so anno 1618 gesehen worden, Basel 1618 und Zürich 1664, sowie Bedenken über den jetzt sichtbaren Kometen, ebd. 1618). Auch veröffentlichte er einen verbesserten und vermehrten Nachdruck der von Pierre Gautier Chabot besorgten Ausgabe der Werke des Horaz (Opera omnia a Pet. Gualth. Chabotio triplici artificio, dialectico, grammatico et rhetorico, explicata …, 3 Bände, Basel 1615). Allerdings vermischte Grasser die von anderen Autoren entlehnten Anmerkungen und Zusätze ohne Unterscheidung mit jenen Chabots.
Auf theologischem Gebiet verfasste Grasser hauptsächlich Arbeiten über Kirchengeschichte, so Ecclesia orientalis et meridionalis (Straßburg 1613), Heydnisch Bapstumb (Basel 1613) und Waldenser Chronik (Basel 1623). Er veröffentlichte auch dogmatische und asketische Schriften (Speculum theologiae mysticae, Straßburg 1618; Himmlischer Seelentisch oder Kommunionbüchlein, Basel 1620; Geistliche Sturm- und Betglocke in 27 Predigten; u. a.). Grasser versuchte sich auch in der Poesie; seine lateinischen Gedichte (Poëmata, Basel 1614) sind aber nur unbedeutende Gelegenheitsarbeiten, die er nicht selbst herausgab.

## Schriften (Auswahl)
- Vita Joh. Brandmulleri, theol. doct. ac past Basil., 1596
- Ειδυλλιον Helvetiae laudem complectens, in sacris palladis Johanni Swartzenbachio Luderecitensi T. dictum, Basel 1598
- De antiquitatibus Nemausensibus dissertatio, qua praeter populi romani magnificentiam varii ritus explicantur, Paris 1607; neue Ausgabe, Basel 1614
- Newe und volkommne Italianische Frantzösische und Englische Schatzkamer: Das ist: Wahrhaffte und eigendtliche Beschreibung aller Stätten in Italia Sicilia Sardinia Corsica Franckreich Engelland und darumb ligenden Provintzen: wie auch der denckwürdigsten Sachen so sich daselbsten jemahln zugetragen, Basel 1609 und 1610
- Ecclesia orientalis et meridionalis, Straßburg 1613
- Heydnisch Bapsthumb, gründlicher Bericht aller Bäpstischen Kirchen-Gepränge. Aus dem Französischen Fr. Croji verteuscht und verbessert durch J. J. Graßer, Basel 1613
- Itinerarium historico-politicum per celebres Helvetiae et regni Arelatensis urbes in universam Italiam, Basel 1614; neue Auflage, ebenda 1624
- Poëmata; accessit de antiquitatibus Nemausensibus dissertatio; Georg. Weirach, Siles., collegit et quaedam de suo addidit, Basel 1614
- Michaelis Lithuani de  moribus Tartarorum, Lithuanorum et Moschovitorum fragmenta X, et Jo. Lasicii de diis Samogitarum, nec non de religione Armeniorum commentarii, Basel 1615
- Christliches Bedencken vber den Erschrockenlichen Cometen, So verschienen Novemb. Vnd Decemb. Ann. 1618, 1619; neue Ausgabe 1664
- Waldenser Chronick, von den Verfolgungen, so die Waldenser, Albigenser, Picarder und Hussiten, fünfhalbhundert Jahr lang durch Europa über dem H. Evangelio außgestanden, ins teutsch gebracht durch J. J. Graßer, Basel 1623
- Schweitzerisch Helden Buch: darinn die denkwürdigste Thaten und Sachen gemeiner loblicher Eydgnossschafft (mit schönen Kupfern von J. H. Glaser), Basel 1624; neue Faksimile-Ausgabe 1968